# Sergi Barjuán
Sergi Barjuán i Esclusa eller bare Sergi (født 28. december 1971 i Les Franqueses) er en spansk fodboldtræner og tidligere fodboldspiller, der spillede som venstre back. Han var som spiller tilknyttet FC Barcelona og Atlético Madrid, med længst tid i Barcelona, hvor han spillede i ti sæsoner. Han er træner for FC Barcelonas B-hold og efter Ronald Koemans fyring midlertidigt for klubbens A-hold..
Med Barcelona var Sergi med til at vinde tre spanske mesterskaber, to pokaltitler samt både Pokalvindernes Europa Cup og UEFA Super Cuppen.
Sergi spillede desuden mellem 1994 og 2001 56 kampe og scorede ét mål for Spaniens landshold. Han debuterede for holdet 9. februar 1994 i et opgør mod Polen, og var en del af den spanske trup til VM i 1994, EM i 1996, VM i 1998 og EM i 2000.

## Titler
La Liga
- 1994, 1998 og 1999 med FC Barcelona

Copa del Rey
- 1997 og 1998 med FC Barcelona

Supercopa de España
- 1994 og 1996 med FC Barcelona

Pokalvindernes Europa Cup
- 1997 med FC Barcelona

UEFA Super Cup
- 1997 med FC Barcelona